# Anomiopus hirsutus
Anomiopus hirsutus är en skalbaggsart som beskrevs av Canhedo 2006. Anomiopus hirsutus ingår i släktet Anomiopus och familjen bladhorningar. Inga underarter finns listade i Catalogue of Life.